# La Gomera (película)
La Gomera es una película rumana de suspenso dramático y comedia estrenada en 2019 y dirigida por Corneliu Porumboiu y protagonizada por Vlad Ivanov. Fue seleccionada para competir en la sección oficial del Festival Internacional de Cine de Cannes de 2019. Fue seleccionada para representar a Rumanía en el apartado de Óscar a la mejor película internacional en los Premios Óscar, aunque no fue nominada finalmente.

## Argumento
Cristi es policía que, a la vez, también colabora como soplón para la mafia. Para evitar ser descubierto, viaja a la isla española de La Gomera para aprender el silbo gomero con el objetivo para sacar de la cárcel a Zsolt, el único que sabe dónde están escondidos los treinta millones de euros.

## Reparto
- Vlad Ivanov como Cristi
- Catrinel Menghia como Gilda
- Agustí Villaronga como Paco
- Cristóbal Pinto como Carlito
- Sergiu Costache como Toma
- Antonio Buíl como Kiko

## Acogida de la crítica
En su presentación en el Festival Internacional de Cine de Cannes de 2019, Jessica Kiang de Variety dijo de la película que «es un film agradable por encontrarse un poco fuera de lo común». Por otro lado, Oti Rodríguez Marchante del diario ABC decía de la película que «el argumento es una completa pista de patinaje por la que va dando traspiés quien lo quiera seguir; entre el delirio se aprecia una cierta atmósfera de género en los protagonistas».